# Gudepalya, Magadi
Gudepalya là một làng thuộc tehsil Magadi, huyện Ramanagara, bang Karnataka, Ấn Độ.